# Manoir du Pavillon (Ryes)
Le manoir du Pavillon est un édifice situé à Ryes, en France.

## Localisation
Le monument est situé dans le département français du Calvados, à Ryes, à 400 m au sud-est de l'église Saint-Martin.

## Architecture
L'édifice est inscrit  au titre des monuments historiques depuis le 2 juillet 1927.

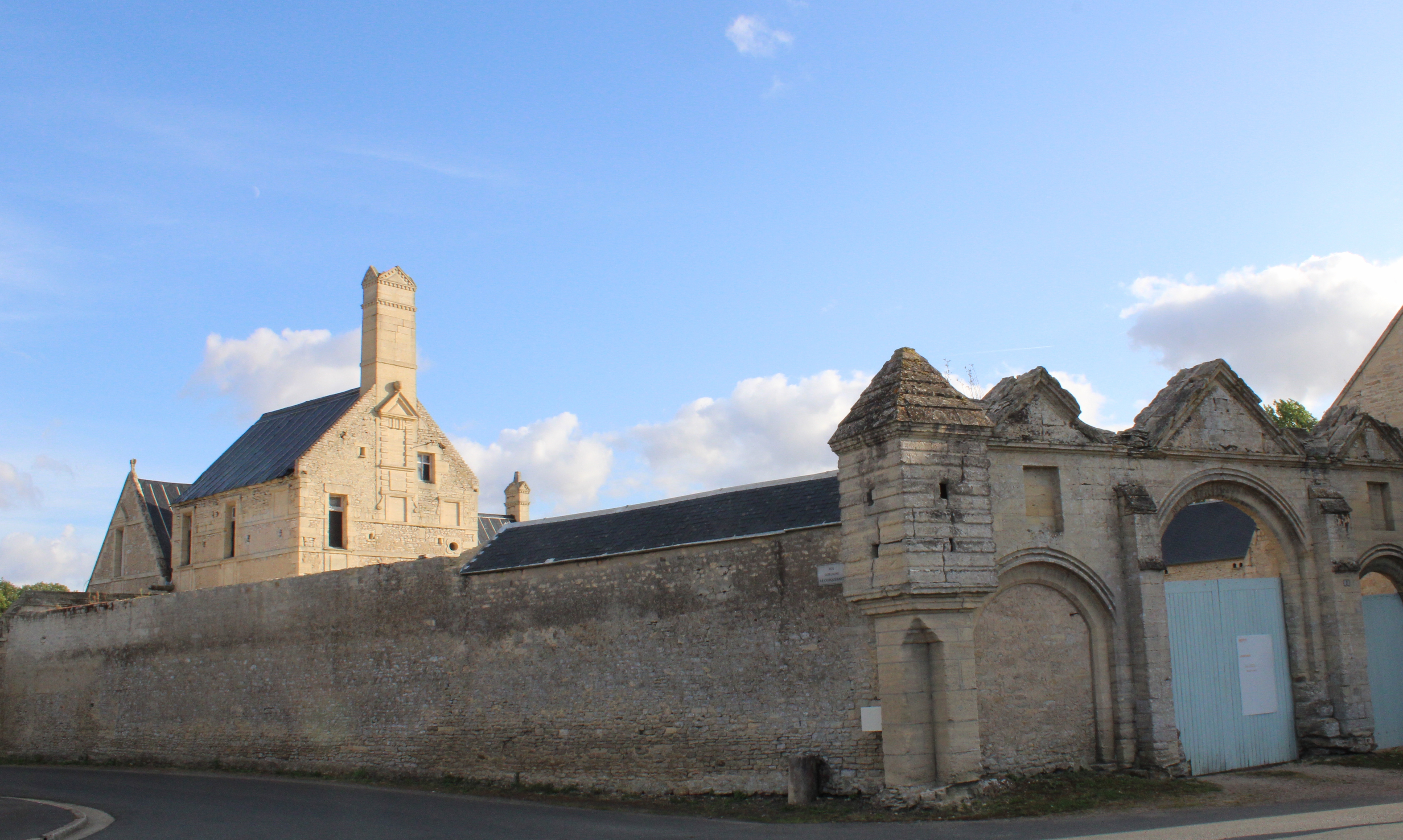
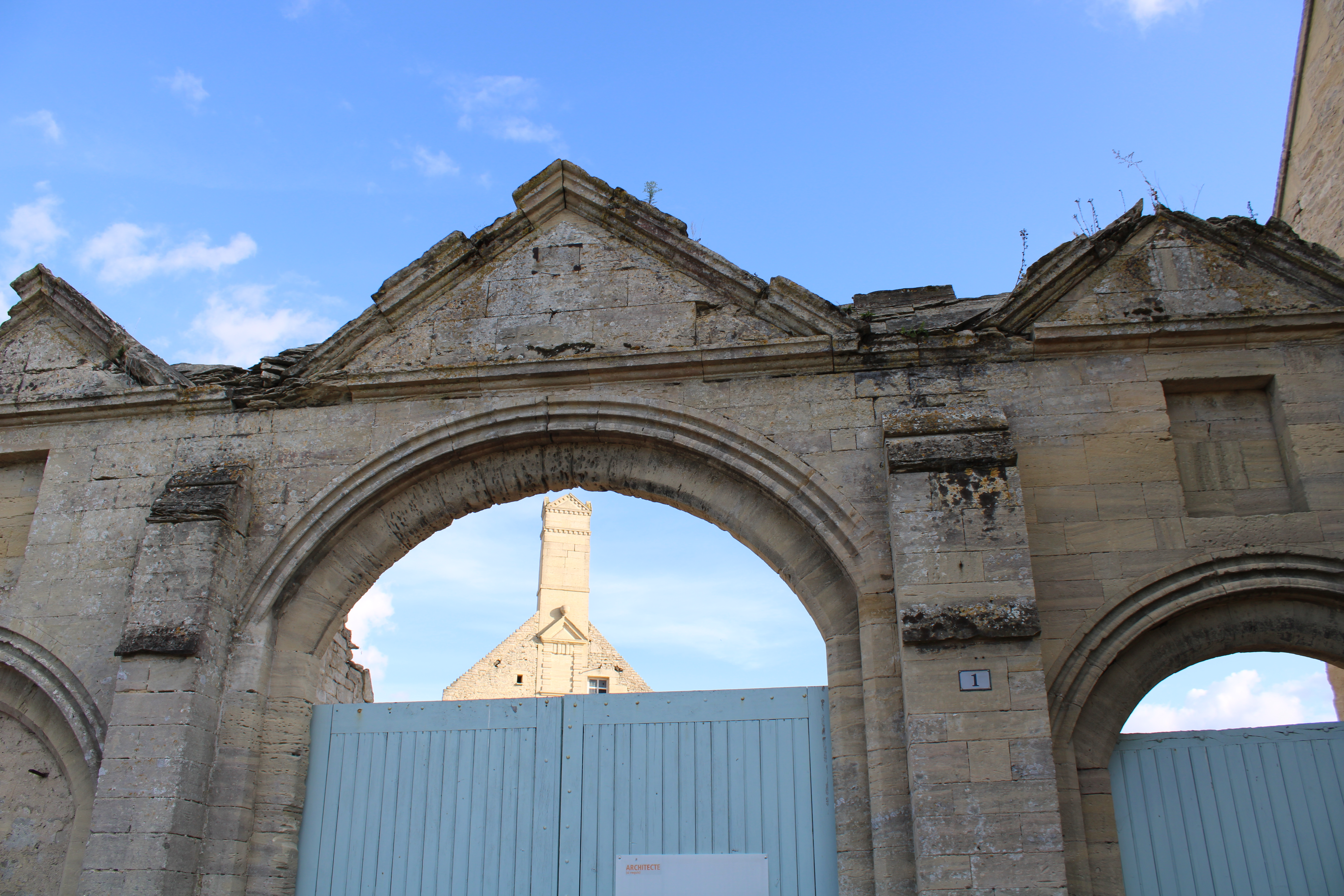
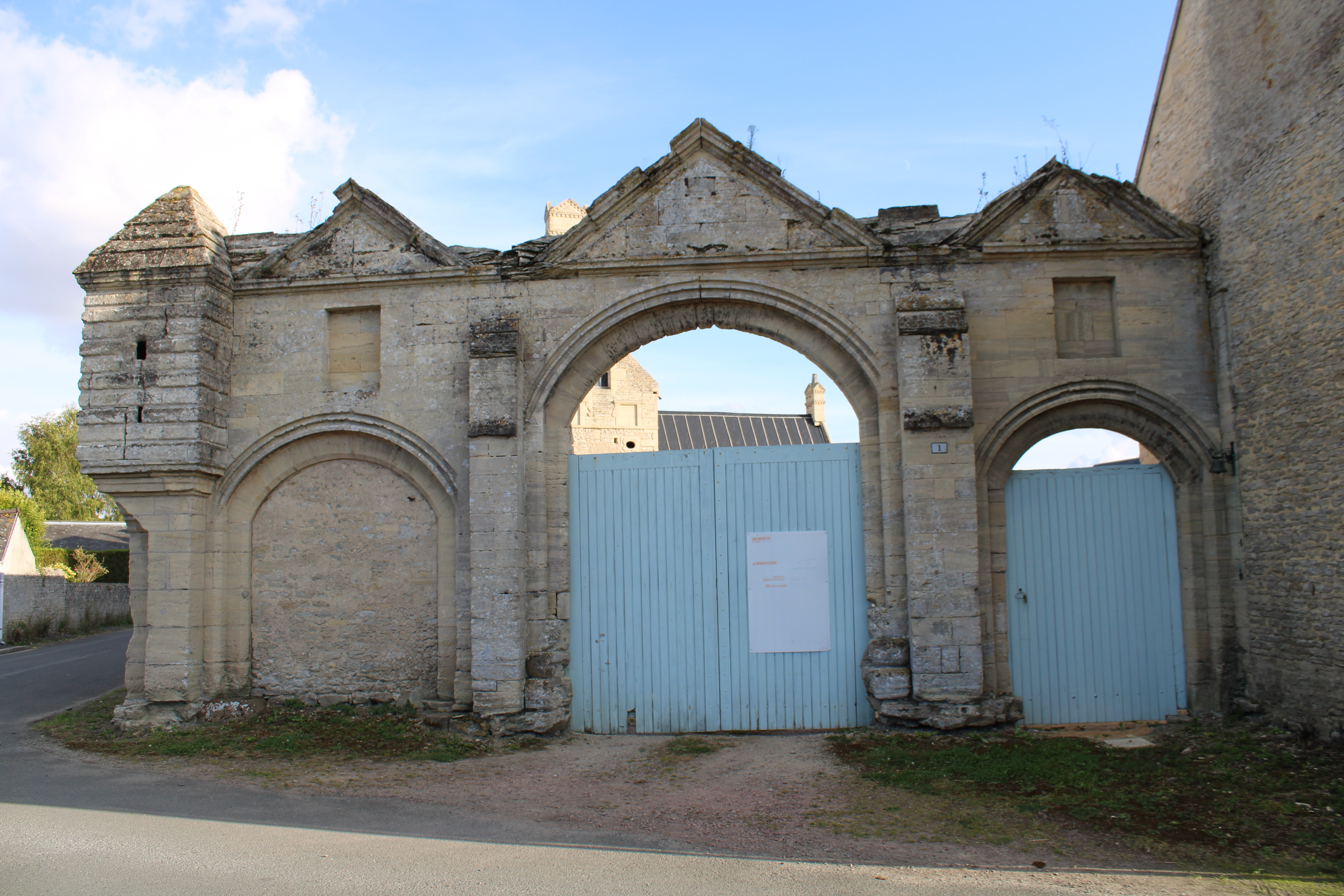
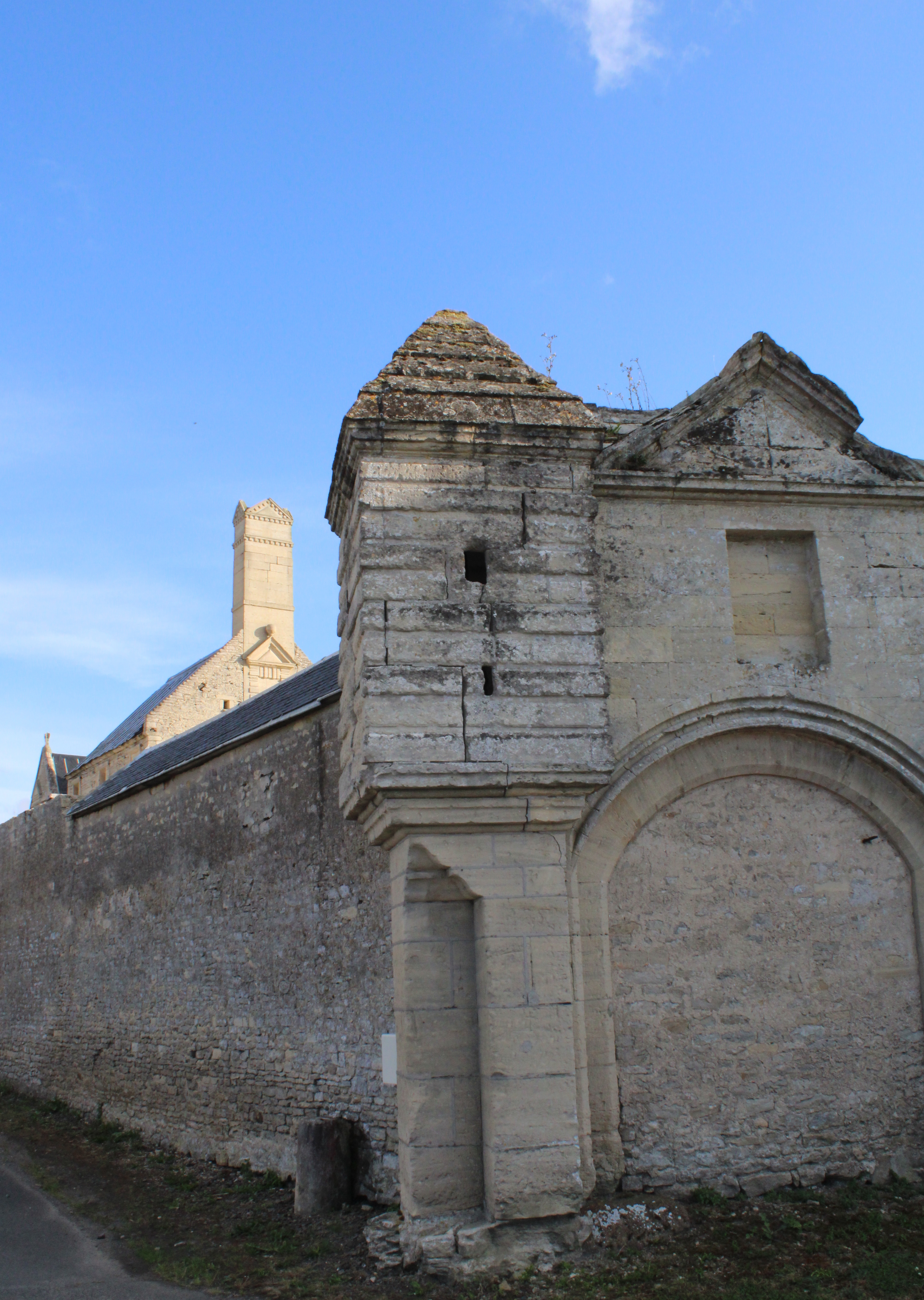

Cartes postales anciennes
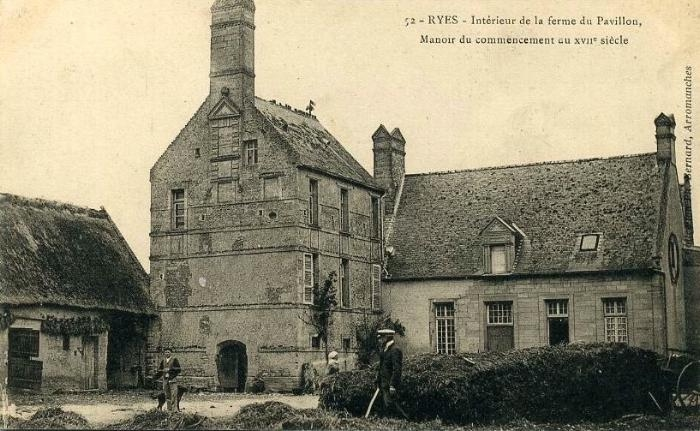
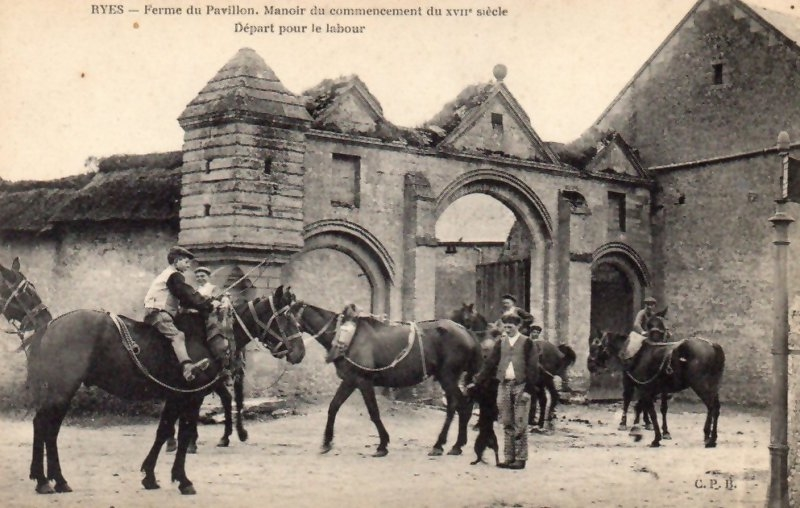
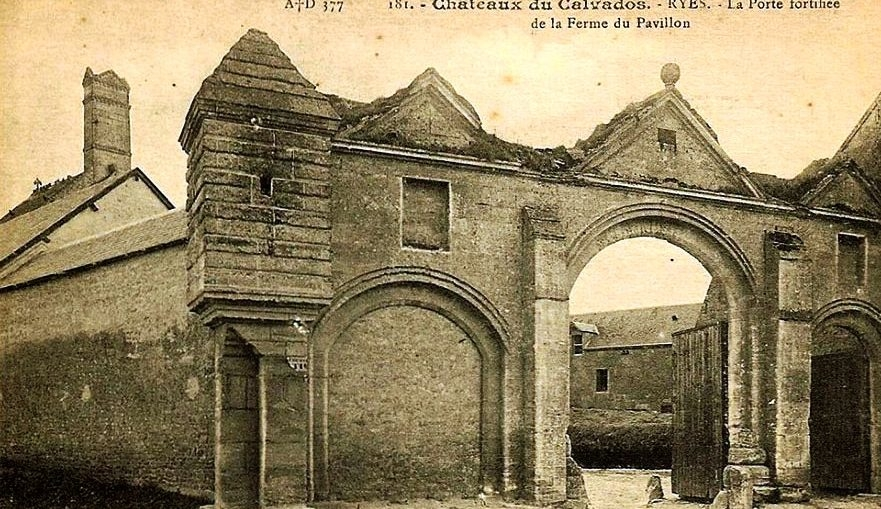